# Dašov

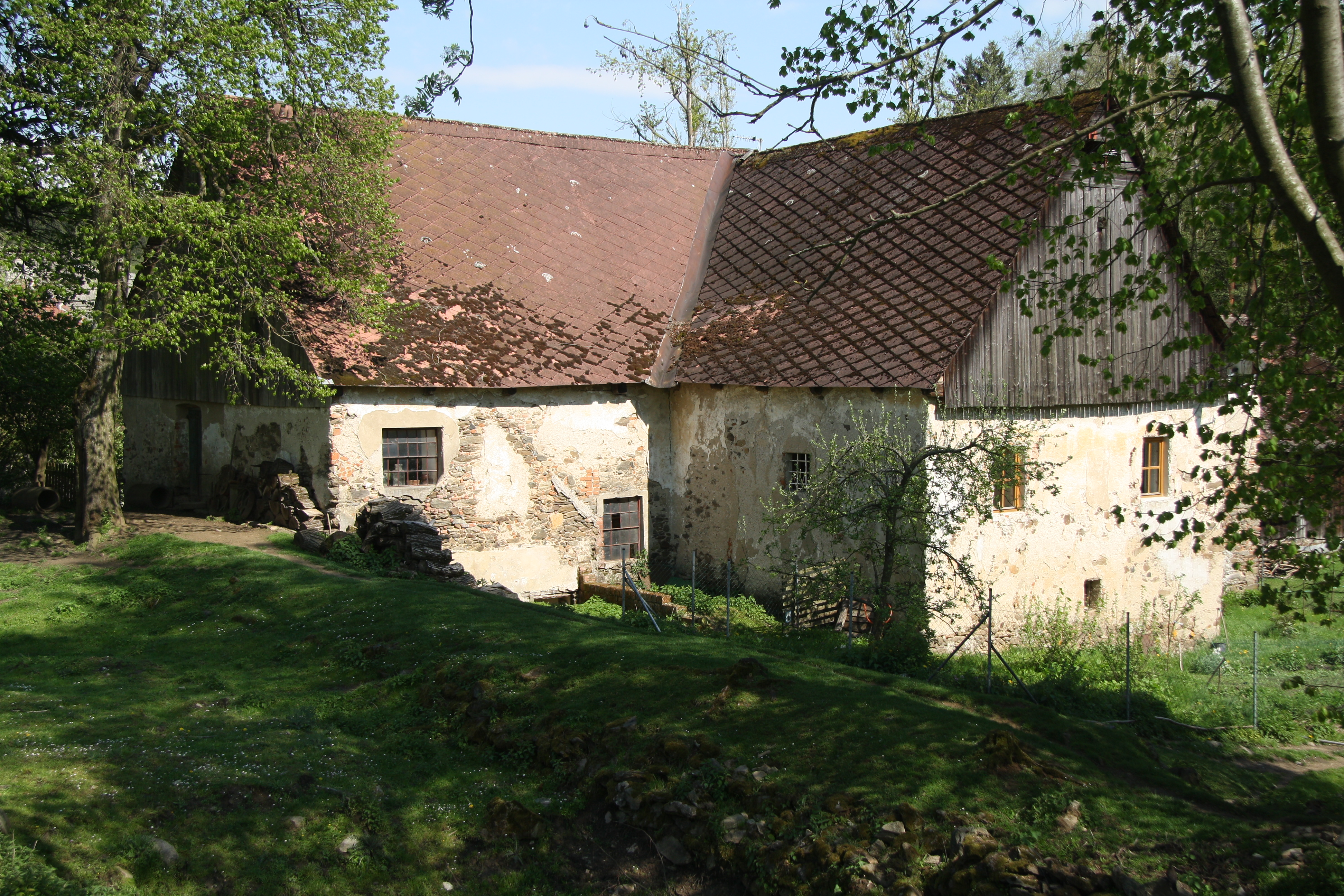
Dašovský mlýn

Dašov (německy Daschow nebo Daschau) je osada v okrese Třebíč v kraji Vysočina. Jde o místní část obce Štěměchy. Dašov se nachází asi 14,5 km jihozápadně od centra Třebíče a asi 11,8 km od okraje jejího zastavěného území.
Nejvýznamnější stavbou v osadě je Dašovský mlýn, který byl postaven podle ústní tradice za vlády Karla IV. První písemná zmínka o něm pochází z roku 1505. V současnosti mlýn slouží jako muzeum. Dašov je výchozím bodem pro výstup na horu Mařenka.
Dašov byl roku 1949 elektrifikován.

## Geografie
Asi jeden kilometr na jihozápad od Dašova leží hora Mařenka, která je s výškou 711 metrů nejvyšším vrcholem celého okresu Třebíč. Dalším blízkým vrcholem je Spálený vrch (647 m), který se nachází asi 800 metrů na východ. Jižně od osady protéká Dašovský potok skrz rybník Pančák. Východněji se nedaleko břehu potoka nachází ještě jeden rybník, malý a nepojmenovaný. Samotný Dašov je rozdělen na dvě části: větší, západní část (ležící u Pančáku) a menší, východní část tvořenou třemi budovami u bezejmenného rybníka.
Jedinou obcí silničně propojenou s Dašovem jsou Štěměchy, které se nacházejí asi 1,5 km severně. Dalšími blízkými obcemi jsou Lesná (2,7 km jihozápadně) a Římov (3,5 km jihovýchodně), s nimiž je Dašov propojen množstvím nezpevněných polních a lesních cest.
V Dašově je registrováno šest čísel popisných, nachází se zde přibližně dvacet budov.